# Palaeothentes
Il paleotente (Palaeothentes) è un mammifero marsupiale sudamericano vissuto nel Miocene.

## Descrizione
Questo animale era grande quanto un ratto, e doveva essere piuttosto simile agli attuali cenolestidi come Caenolestes e Lestoros. Il cranio, lungo circa 7 centimetri, era molto più grande e con un muso più largo e corto di quello dei cenolestidi attuali. Altre caratteristiche differenti rispetto a quelle delle forme odierne erano le vacuità palatali più piccole, la costrizione interorbitale proporzionalmente più stretta e una volta cranica meno globulare e più triangolare in vista dorsale. Al contrario, la dentatura mostra caratteristiche uniche come la riduzione del numero degli incisivi, un complesso tagliente costituito dal terzo premolare inferiore e il primo molare inferiore (anche se non con l'estremo sviluppo plagiaulacoide del primo molare come in Abderites), e i molari con gradiente dimensionale più sviluppato da fronte a retro. 

## Classificazione
Il paleotente appartiene alla superfamiglia dei cenolestoidi, arcaici mammiferi marsupiali sopravvissuti con poche specie fino ai giorni nostri. Tra le specie più note del genere, da citare P. pascuali, di dimensioni minime e peante non più di 13 grammi, e P. lemoinei. La dieta di questi animali poteva includere insetti e frutta. Probabilmente Palaeothentes era un ottimo arrampicatore.